# Jackson (Carolina del Nord)
Jackson è una città degli Stati Uniti d'America situata nella Carolina del Nord, nella Contea di Northampton, della quale è anche il capoluogo.